# NAC Breda
Noad Advendo Combinatie Breda, skraćeno NAC Breda ili NAC je nizozemski nogometni klub iz Brede, osnovan 19. rujna 1912. godine. Trenutačno se natječe u Eredivisieu.
Utakmice igra na stadionu Rat Verlegh koji je dobio ime po najpoznatijem Bredinom igraču Antoonu "Ratu" Verleghu. NAC je osvojio nizozemsko prvenstvo 1921. i kup 1973. godine.
NAC je osnovan 19. rujna 1912. godine, kad su se spojila dva kluba, ADVENDO i NOAD. NOAD je kratica na nizozemskom: Nooit Ophouden, Altijd Doorgaan (hrvatski: nikad se ne predaj, always persevere). ADVENDO je kratica na nizozemskom za Aangenaam Door Vermaak En Nuttig Door Ontspanning (hrvatski: ugodan zbog zabave i koristan zbog opuštanja); C znači Combinatie (hrvatski: "kombinacija"). Puno ime NAC Breda znači Nooit opgeven altijd doorgaan, Aangenaam door vermaak en nuttig door ontspanning, Combinatie, najduže ime nogometnog kluba na svijetu. U prvom dijelu 2003. je NAC dodao klupskom imenu u znak zahvalnosti riječ "Breda" u klupsko ime, jer je grad Breda kupio NAC-ov stadion radi pomaganja klubu koji se nosio s financijskim poteškoćama.
Od 2004. do 2010. godine je NAC igrao u 4 poluzavršnice nizozemskog kupa i sva 4 puta je izgubio. U sezoni 2007./08. je NAC zauzeo 3. mjesto u prvenstvu. U sezoni 2008./09. se NAC kvalificirao za 2. fazu Europske lige 2009./10. U 4. krugu ga je porazio Villarreal CF. Krajem sezone 2009./10. je izašlo na površinu da je NAC dužan 3,2 milijuna eura, unatoč tome što su uprava i čelnik to ranije poricali. Kriza je dovela do ostavke nekolicine klupskih odbornika. U kolovozu 2010. godine je trener Robert Maaskant dao ostavku i postao trener krakovske Wisle.

## Povijest

### Utemeljenje
NAC Breda je utemeljen 19. rujna 1912. godine kad su se spojila dva kluba, ADVENDO (Aangenaam Door Vermaak En Nuttig Door Ontspanning  i NOAD (Nooit Opgeven, Altijd Doorzetten. Na utemeljiteljskoj sjednici se stvorilo napeto ozračje, jer je NOAD želio da se novi klub zove NOAD (NOad i ADvendo). Za ADVENDO ovo ime uopće nije dolazilo u obzir. Onda je Frans Konert predložio neka se novi klub nazove NAC (NOAD ADVENDO Combinatie), što je bilo ime koje predstavnici obiju strana prihvaćaju. U početku je nizozemski nogometni savez odbijao da NAC igra utakmice, no naposljetku je 28. listopada 1912. godine dopustio NAC-u igrati u 2. južnoj diviziji (2e Klasse Zuid).

### Zlatne godine
NAC-u nije išlo najbolje prvih godina. No, kad se preselio na novi stadion 't Ploegske, rezultati su se poboljšali. NAC je postao jednim od najboljih momčadi u najvišoj Južnoj diviziji. 1919. godine je postao prvak ovog natjecateljskog razreda, čime je stekao pravo natjecati se u nizozemskom natjecanju za prvaka, Kampioenscompetitie. U to vrijeme je to bilo malim natjecanjem u kojem su se prvaci regionalnih divizija borili za naslov nizozemskog prvaka). NAC je natjecanje završio na dnu ljestvice. Godine 1920. je bio jednim od prvih klubova koji je igrao međunarodne utakmice. Odigrao je nekoliko prijateljskih utakmica, a među njima protiv madridskog Reala. NAC je pobijedio 4:0, a španjolske tiskovine su nazvale NAC-a ‘Los muchacos del Breda, maestros del futbol’ (hrvatski: "Momci iz Brede, nogometni majstori"). Već 1921. godine je NAC proslavio jedan od svojih najvećih uspjeha, kad je postao nizozemskim nogometnim prvakom. U prvenstvu su pobijedili Ajaxa, Be Quick 1887 i Go Ahead. NAC je nastavio igrati nogomet na visokoj razini te se dvadesetih i tridesetih godina 20. stoljeća smatralo NAC-a jednim od najboljih klubova u nizozemskom nogometu. Tijekom tog vremena je osvojio 6 naslova prvaka južne divizije i tisak i gledateljstvo je smatralo njihov nogomet tehnički savršenim.
Zbog ovakvog stajališta je NAC-ov odbor odlučio unajmiti profesionalnog trenera. Dovelo se Engleza Bena Afflecka za trenera, a dva mjeseca poslije ga je naslijedio James Moore. Kad je Moore dao ostavku, NAC-ov odbor je naložio odboru koji će izabrati 11 NAC-ovih igrača koji će igrati susret. 1931. je Antoon Verlegh se povukao iz nogometa. Verlegh, današnja ikona kluba NAC, igrao je od osnutka za klub. Te je godine NAC bio u sporu s gradom Bredom. Teren stadiona ‘t Ploegske su vlasti predvidile za stambeno područje te je NAC trebao napustiti taj teren. Budući da nije bilo drugog izbora u Bredi, NAC je bio prisiljen odseliti u grad Princenhage. Unutar dva mjeseca je potpuno nov stadion, kapaciteta 5 tisuća gledatelja bio gotov te je NAC napustio Bredu. Godine 1935. je NAC bio prvi klub u Nizozemskoj koji je putovao zrakoplovom na gostovanje, kad je igrao protiv groningenskog GVAV-a.
Godine 1939. su NAC i grad Breda obnovili raspravu o tome bi li se NAC mogao vratiti u Bredu. Gradsko je vijeće predvidilo veliki komad zemljišta u Beatrixstraat za stadion, pa se NAC vratio 1940. godine u Bredu. Zbog izbijanja Drugog svjetskog rata, NAC je odlučio odigrati važnu društvenu funkciju u Bredi. Radi odvlačenja pozornosti stanovnicima od ratnih grozota, organizirao je športska natjecanja, kazalište, sajmove i konjaničke utrke. Iako je NAC ostao igrati nogomet, nekoliko igrača su Nijemci zaposlili u Njemačkoj. Za tih ratnih godina, mladi nogometaš Kees Rijvers je odigrao svoju prvu utakmicu za NAC.

### Izazovna vremena
NAC je nakon Drugog svjetskog rata igrao u najvišem razredu nizozemskog nogometnog natjecanja. Godine 1949. je umro NAC-ov počasni čelnik C.J. Asselbergs. Asselbergs je bio jednim od ljudi koji su bili nazočnima kad se osnivalo NAC. Godine 1954. se uvelo profesionalnost u nizozemski nogomet. Odgodilo se postojeća natjecanja koja su bila u tijeku, a pokrenulo se nova. NAC je tako ušao u ligu razreda 1A te je već iduće 1955. godine postao prvakom. U natjecanju za prvaka je NAC završio na drugom mjestu, iza njihovih takmaca, tilburškog Willema II.
Dana 14. ožujka 1960. godine Bredu je šokirala smrt klupske legende Antoona ‘De Rata’ Verlegha, igrača kojeg se smatralo jednom od najvažnijih osoba u nizozemskom nogometu. Verlegh je poginuo u automobilu u prometnoj 12. ožujka. Otkad je NAC utemeljen 1912. godine, Verlegh je bio uključen u klub kroz brojne položaje i igrao je važnu ulogu u Nizozemskom nogometnom savezu. U studenom 1961. godine je NAC izgubio još jednu važnu osobu: umro je čelnik Jacques Piederiet. Godinu poslije, kolovoza 1962. godine umro je klupski čelnik Le Fevre. Cijela prva polovina šezdesetih nije bila dobra za NAC. Natjecateljske sezone 1964./65. NAC je čak ispao iz najvišeg razreda natjecanja, po prvi put otkad je klub postojao.
Ispadanje je značilo da se klupska uprava mora u potpunosti preustrojiti, što se i napravilo. Čelni odbor je dao ostavke, a NAC je kao zadaću postavilo vratiti se nazad u najviši natjecateljski razred unutar jedne godine. NAC je uspio u tome te je već iduće sezone bio povratnikom u najvišem natjecateljskom razredu, a godinu poslije je došao do završnice nizozemskog kupa, u kojoj su izgubili od Ajaxa. Iako je izgubio, klubu se dopustilo sudjelovati u Kupu UEFA. Došao je do drugog kruga, nakon što su izbacili maltešku Florianu. U drugom krugu ih je izbacio velški predstavnik Cardiff City. U godinama što su uslijedile se je NAC morao žilavo boriti radi opstanka u najvišem natjecateljskom razredu. Ipak, 31. svibnja 1973. godine je došao još jedan blistavi trenutak NAC-ove povijesti. Opet se došlo do završnice u kojoj su ovog puta igrali protiv nijmegenskog NEC-a. NAC je pobijedio u utakmici pred 25 tisuća gledatelja iz Brede s 0:2. Ova pobjeda je NAC-u omogućila sudjelovati u Kupu pobjednika kupova iduće sezone. U tom su natjecanje ispali od kasnijeg pobjednika, istočnonjemačkog predstavnika Magdeburga.

### Kako je nastao Avondje NAC
1975. je godine NAC-ov odbor odlučio igrati domaće utakmice subotom navečer. Tijekom tog istog razdoblja je skupina fanatičnih NAC-ovih navijača se udružila i smjestila se na tribini za stajanje. Njihova žestoka potpora je privukla mladež koja je također fanatično podupirala NAC-a. Takva potpora je ostala do danas i u Nizozemskoj je poznata kao Avondje NAC ("večer NAC"). Avondje NAC je vatrena mješavina burgundske zabave, piva, fanatizma i ljubavi za klub koja osigurava na stadionu zastrašujuće ozračje protivnicima na NAC-ovim domaćim susretima. 6. listopada 1979. godine se zbilo neobična stvar. Za vrijeme domaćeg susreta protiv NAC-ovih rivala Feyenoorda pokrajnjeg je sudca netko pogodio pepeljarom. Glavni sudac je odgodio susret, izbila je pobuna za koju se u Nizozemskoj zna kao "slučaj pepeljara'"".
1980-ih je NAC dva puta ispao iz najvišeg natjecateljskog razreda. Kad je ispao po drugi put, izašlo je vanka da je financijsko stanje u NAC-u užasno. Klub je skoro bankrotirao. Morao je prodavati imovinu da bi preživio. Godinama je klub tako preživljavao, no krajem tog desetljeća se financijsko stanje popravilo, a klub je opet igrao u najvišem razredu, Eerste diviziji. Dana 7. lipnja 1989. godine je NAC-ov igrač Andro Knel poginuo u zrakoplovnoj nesreći. Bila je to tragedija za klub, posebice zbog toga što je bio omiljenim igračem. Stotine obožavatelja NAC-a i rotterdamske Sparte, Knelova bivšeg kluba, došli su zajedno na Knelov sprovod. Podiglo se je privremeni Knelov spomenik, a brojni obožavatelji su dolazili kod tog spomenika, pokazujući tako omiljenost tog igrača. Zbog tog tužnog događaja, razvio se posebni odnos između navijača NAC-a i Sparte.
Nakon Knelove smrti je NAC nastavio igrati u Eerste diviziji. Triput se je skoro bio plasirao u viši natjecateljski razred Erediviziju. Godine 1992. se konačno uspio plasirati. Sastav kojeg je vodio Ronald Spelbos i u kojem su igrali igrači John Lammers, Pierre van Hooijdonk, Ton Lokhoff, Fabian Wilnis i John Karelse je igrao susret kojim se je plasirao u viši razred. Igrali su u Den Boschu protiv istoimenog kluba, pred 9000 NAC-ovih navijača. Plasman u 1. ligu je značio oživljavanje NAC-ove popularnosti. Stadion je bio rasprodan, a NAC-a su pratile tisuće ljudi na gostovanjima; protiv Feyenoorda je u Rotterdamu NAC-a pratilo 8000 navijača. Zbog narasle popularnosti, NAC-ovi odbornici su najavili da bi trebalo otići sa starog stadiona u Beatrixstraatu i izgraditi novi. Do trenutka kad se klub preselio, NAC je igrao u najvišem razredu, nekoliko puta propustio se kvalificirati u Kup UEFA, a uspio je doći do poluzavršnice Kupa KNVB.

### Novi stadion i novi financijski problemi
Godine 1996. se je NAC preselio na novi stadion, stadion stadion Rat Verlegh (onda je nosio ime stadion FUJIFILM). Time je dao do znanja da želi igrati svake godine u europskim kupovima. Godine 1998. je zabilježeno kako je NAC-ov mladić Dominique Diroux umro zbog srčanog napada tijekom susreta pričuvnih sastava NAC-a i AZ-a. NAC i novi igrači par sezona nisu mogli udovoljiti visokim očekivanjima. Čak su ispali 1999. godine iz lige. Nakon što su ispali, pokazalo se da je financijsko stanje vrlo loše. U 4 je godine klub kupio 60 igrača, a troškovi stadiona su nadilazili proračunom predviđene novce. Radi spašavanja kluba, stadion su od NAC-a kupili ulagači, a Roelant Oltmans je dobio mjesto prvog profesionalnog menedžera u NAC-u. Uspostavljeno je i navijačko vijeće, prvo takve vrste u Nizozemskoj. U njemu navijači imaju savjetodavnu ulogu, koja štiti NAC-ovu kulturu i brane navijačke interese. NAC također ima mjesto za navijače u čelničkom odboru.
NAC se profesionalizirao. Godine 2000. se vratio u Eredivisie. 3 godine poslije je uspio ući u europsko klupsko natjecanje, Kup UEFA. Odigrao je dva susreta protiv Newcastle Uniteda. Po procjeni je 4300 NAC-ovih navijača putovalo u Newcastle radi potpore svom klubu. Godine 2003. su financijska izvješća opet pokazala da je NAC blizu bankrota. Stoga je grad Breda 30. siječnja kupio stadion od NAC-a. NAC je u znak zahvalnosti promijenio ime u NAC Breda. Uprava i čelnički odbor su nakon ovog spašavanja dali ostavke. Na mjesto direktora i je došao Theo Mommers i izabralo se novi čelnički odbor kojim je predsjedao Willem van der Hoeven. Godine 2006. NAC je odlučio preimenovati stadion u "stadion Rat Verlegh".
NAC-ovo financijsko stanje se stabiliziralo. Sezone 2007./08. je NAC Breda završila na 3. mjestu. Godine 2009. je izborila pravo natjecati se u UEFA-inoj Europskoj ligi. U 4. krugu je NAC Breda izgubila od Villarreala rezultatom 1:3 kod kuće i 6:1 u gostima. No, pokazalo se da klub ipak ima financijskih problema, iako su to uprava i čelnički odbor poricali. Te je sezone klub izgubio 3,2 milijuna eura zbog obnove stadiona i kupovanja preskupih igrača.
Odbornici Willem van der Hoeven, Jacques Visschers i Bas Koomans su dali ostavke, a Bas van Bavel je postao novi predsjedavajući. Managing director Theo Mommers reported ill in April 2010. Bernard Ouwerkerk je lipnja 2010. godine postavljen na mjesto privremenog direktora, dok je tehnički voditelj Earnest Stewart potpisao ugovor s AZ-om, pa ga je zamijenio Jeffrey van As.
Tijekom tog razdoblja je NAC-ov menedžer Maaskant iskazao u tisku što ga brine u svezi s klubom Zbog financijskih problema, NAC je morao srezati proračun, pa Maaskant objavio da će trener otići iz NAC-a u poljski klub Wisłu, s kojom je potpisao dvogodišnji ugovor. Njegovi pomoćnici John Karelse, Gert Aandewiel i Arno van Zwam su postali privremeni treneri. U siječnju 2011. godine Bernard Ouwerkerk je dao ostavku, a na njegovo mjesto je došao Ed Busselaar. U ožujku 2011. godine se pokazalo da je klub dužan više od 7,1 milijuna eura.

## Poznati bivši igrači
- Graham Arnold (1995. – 1997.; 35 pogodaka na 63 ligaška susreta za NAC Bredu)
- Arčil Arveladze (1997. – 2000.; igrao u 1. FC Kölnu)
- Maarten Atmodikoro (1995. – 1999.; 115 utakmica za NAC Bredu)
- Joop ter Beek (1923. – 1924.; bivši nizozemski reprezentativac)
- Dick van Burik (1996. – 1997.; igrao u Herthi)
- Cristiano (1998. – 2002.; 18 pogodaka na 70 ligaška susreta za NAC Bredu)
- Johnny Dusbaba (1982. – 1984.; bivši nizozemski reprezentativac)
- Johan Elmander (2003. – 2004.; švedski reprezentativac)
- Nebojša Gudelj (1997. – 2005.; )
- Nemanja Gudelj (2009. – 2013.; )
- Pierre van Hooijdonk (1991. – 1995.; bivši nizozemski reprezentativac), 81 pogodak na 115 ligaških utakmica za NAC Bredu)
- Dave de Jong (?-?; igrao u VfL Osnabrücku)
- Bob Latchford (1984.; bivši engleski reprezentativac)
- Kees Rijvers (1944. – 1950., 1962. – 1963.; bivši nizozemski reprezentativac i poslije nizozemski izbornik)
- Bryan Roy (2000. – 2001.; igrao u Herthi, bivši nizozemski reprezentativac)
- Evander Sno (2005. – 2006.; bivši nizozemski mladi reprezentativac)
- Johan Vonlanthen (2005. – 2006.; švicarski reprezentativac)
- Kees van Wonderen (1995. – 1996.; bivši nizozemski reprezentativac)

## Stadioni i igrališta
- BLO terrein
- Terrein achter de Watertoren
- stadion Het Ploegske ('t Ploegske)
- NAC-ov stadion u Heuvelstraatu
- NAC-ov stadion u Beatrixstraatu
- stadion Rat Verlegh (pod imenima stadion FUJIFILM 1996. – 2003. i stadion Mycom 2003. – 2006.)

## Klupski uspjesi
- Eredivisie[10]
  - Prvaci (1):  1920./21.
  - Doprvaci (2): 1924./25.,  1926./27.
  - Treći (3): 1921./22., 1923./24., 2007./08.
- Kup KNVB[10]
  - pobjednici (1):  1973.
- Eerste Divisie[10]
  - pobjednici (1):  2000.
- Eerste Klasse[10]
  - pobjednici (9):  1919., 1921., 1922., 1924., 1925., 1927., 1936., 1946., 1955.

## Vanjske poveznice
- Službene stranice (nizoz.)
- Fanzine The Rat (nizoz.)